# Geraldo María de Morais Penido
Geraldo María de Morais Penido (* 6. September 1918 in Rio Manso de Bonfim, Minas Gerais Brasilien; † 15. November 2002) war ein brasilianischer Geistlicher und römisch-katholischer Erzbischof von Aparecida.

## Leben
Geraldo María de Morais Penido empfing am 4. April 1942 das Sakrament der Priesterweihe für das Erzbistum Belo Horizonte.
Papst Pius XII. ernannte ihn am 10. März 1956 zum Weihbischof in Belo Horizonte und Titularbischof von Avissa. Der  Erzbischof von Belo Horizonte, Antônio dos Santos Cabral, spendete ihm am 11. Mai desselben Jahres die Bischofsweihe. Mitkonsekratoren waren Erzbischof Hélder Câmara, Weihbischof in São Sebastião do Rio de Janeiro, und Luis do Amaral Mousinho, Bischof von Ribeirão Preto.
Am 30. November 1957 wurde er zum Koadjutorbischof von Juiz de Fora ernannt. Mit dem Tod Justino José de Sant’Anas am 9. Juni 1958 wurde er dessen Nachfolger als Bischof von Juiz de Fora. Papst Johannes XXIII. erhob das Bistum am 14. April 1962 in den Rang eines Erzbistums und ernannte Geraldo María de Morais Penido zu dessen erstem Erzbischof.
Er nahm an allen vier Sitzungsperioden des Zweiten Vatikanischen Konzils als Konzilsvater teil.
Papst Paul VI. ernannte ihn am 1. Dezember 1977 zum Koadjutorerzbischof von Aparecida. Mit dem Tod Carlos Carmelo Kardinal de Vasconcelos Mottas am 18. September 1982 trat er dessen Nachfolge als Erzbischof von Aparecida an. Papst Johannes Paul II. nahm am 12. Juli 1995 seinen altersbedingten Rücktritt an.